# 小委託人
是2019年上映的韓國犯罪劇情片，由《里長與郡守》《我是王》的導演張圭成執導，李東輝、柳善、崔明彬及李柱原主演。影片講述家庭暴力不僅是家庭內發生，也是整個社會共構而成，於2019年5月22日在韓國上映。

## 劇情概要
該片根據2013年慶尚北道發生的真實事件改編，講述人生最大目標只有成功的律師尹正燁（李東輝飾演）對周圍毫不關心的他，卻意外認識了金多彬和金民俊這對姊弟。當獲知期待已久大型律師事務所錄取時，尹正燁卻聽到難以置信的自白——10歲姊姊多彬承認殺死7歲弟弟。後來，自責的正燁決定賭上一切，追查真相，向多彬的繼母姜智淑揭開隱藏的真相⋯⋯

## 演員陣容

### 主要人物
- 李東輝 飾演 尹正燁

一心只想著功成名就的律師，求職卻屢屢失敗，不得不聽從姐姐勸告，臨時在兒童福利機構就職，因此與多彬小姐弟結緣。他雖察覺姐弟受到繼母虐待，卻沒有認真對待。當得知多彬涉嫌殺害弟弟時，他懷著愧疚決定查清真相。
- 柳善 飾演 姜智淑

多彬姐弟的繼母，是個暴躁、可怕的女人。在她看來，能給孩子紮頭發、給他們買衣服、送他們上學，就已經是個合格的母親。至於母愛，對她來說連一個空虛的概念都不是。
- 崔明彬 飾演 金多彬

10歲的女孩，與弟弟民俊與繼母智淑一起生活，飽受繼母的虐待，雖然試圖向外界求助，但是從來沒能有大人們的幫助，最後甚至不得不替繼母背負殺害自己弟弟的罪名。
- 李柱原 飾演 金民俊

7歲的男孩，多彬的弟弟，活潑好動。不記得去世的親生母親的長相，喜歡通過姐姐的描述來畫母親的樣子。因為用不好筷子等小事常遭繼母智淑虐打。

### 其他人物
- 高水熙 飾演 尹美愛
- 徐正妍 飾演 徐文貞
- 元賢俊 飾演 金鐘南
- 李娜拉 飾演 素靜
- 鄭準元 飾演 建佑
- 李玄均 飾演 秉周
- 李智勳 飾演 賢錫
- 李路雲 飾演 長浩
- 李春 飾演 班主任
- 郑熙泰 飾演 東哲
- 金詩英 飾演 檢察官
- 卞柱賢 飾演 班長
- 白勝哲 飾演 國選律師
- 裴真雅 飾演 鄰居女子
- 李煌義 飾演 面試官
- 韓甲洙 飾演 醫生

### 特別出演
- 金甫娟 飾演 法官
- 趙德賢 飾演 慶宰

## 軼事
該片是李東輝首次擔綱男主角的作品。

## 外部連結
- NAVER上《小委託人》的資料
- Daum上《小委託人》的資料

- 韩国电影数据库（KMDb）上《小委託人》的資料
- 互联网电影数据库（IMDb）上《小委託人》的资料（英文）
- 豆瓣电影上《小委託人》的資料 （简体中文）